# 太初暦
太初暦（たいしょれき）は、中国暦の一つで、漢の武帝の太初元年（紀元前104年）の改暦によって採用された太陰太陽暦の暦法。

## 改暦
治暦者の鄧平や方士の落下閎らによって編暦され、秦代から使われていた顓頊暦を改めた。太初暦は三統暦の補修を経ながら、後漢の章帝の元和2年（85年）の改暦に至るまで190年間、施行された。

## 仕組み
19年7閏月の章法を採用し、1太陽年を365+385/1539（≒365.250162）日とし、1朔望月を29+43/81（≒29.530864）日とする八十一分法を採用している。
太初暦の特徴は、音律と暦を結びつけて理論構築されている点にあり、黄鍾（音程名）の律管（音程を調律する竹管）の容積81寸から、日法である1朔望月の日数の分母81が導き出されている。よって、太初暦を八十一分律暦とも言う。
また顓頊暦が10月を年始としていたのを、太初暦では立春正月を年始とすることに改め、冬至を11月に固定して中気のない月を閏月とする歳中閏月法を採用した。
なお『史記』の著者の司馬遷も初期の改暦議論に参加しており、『史記』暦書・暦術甲子篇に載せられている四分暦は、この時、司馬遷が編纂して採用されなかった暦ではないかと考えられている。